# 友近晋
友近 晋（ともちか すすむ、1903年4月11日 - 1964年12月9日）は、日本の機械工学・物理学者。理学博士（東京帝国大学）。京都大学元理学部部長および大阪帝国大学理学部元教授。日本物理学会第14代会長。日本学術会議会員(1期)。国際理論応用力学連合日本代表。流体力学・航空物理学の第一人者の一人。
専門は、流体力学・流体機械、航空物理学。

## 略歴
愛媛県松山市生まれ。1926年東京帝国大学理学部物理学科卒業（指導教授は、理論物理学者の第一人者の一人で東京帝国大学航空研究所所長を務めた寺沢寛一）。同大学助手を経て、1929年同大学理学部助教授。1932年理学博士（東京帝国大学）。同大学航空研究所所員も務める。1933年大阪帝国大学理学部助教授。1934年イギリス留学。1936年同大学理学部教授。1942年より東京帝国大学航空研究所員兼務（同僚として、流体工学・航空工学の第一人者の一人である谷一郎がいる）。1943年京都帝国大学理学部物理学科教授（航空物理学講座：京大流体研の誕生）となり、同大学防災研究所員も務める。1958年京都大学理学部部長・評議員。京都大学退官後、1964年12月9日に肝臓癌のため京都大学医学部附属病院で死去。
東京帝国大学・京都帝国大学（京都大学含む）・大阪帝国大学理学部で30年以上の長きに渡り教鞭を執り、流体力学・航空物理学の研究育成に貢献した。特に京都帝国大学理学部では航空物理学講座を立ち上げ、初期の京大流体研の礎を築いた。東京帝国大学航空研究所にも属し、航空物理学と航空工学（機械工学）の融合教育・研究も推進した。
主な所属学会は、日本物理学会、国際理論応用力学連合、日本流体力学会、日本機械学会、日本航空学会、可視化情報学会。

## 主な著書
- 流体力学序説（単著、富書店1948、学術書）
- ベクトル解析（単著、共立出版1956、学術書）
- 楕円函数論（単著、河出書房1958、学術書）

## 主な研究
- 粘性流体内に於ける球の緩慢な運動に就いて
- 流体力学・応用流体力学・航空力学および弾性論・可塑性論に就いて
- 有限な幅の溝に於けるカルマン渦列の安定さに就いて
- 水上飛行機の揚力に及ぼす海の表面の影響 - 東京帝国大学航空研究所報告
- 開き下げ翼を付けた平面翼の揚力及びモーメント
- 遷音速流微小撹乱非線型方程式の近似解析